# Židovský hřbitov v Dubu
Židovský hřbitov v Dubu je lesní židovský hřbitov pocházející z počátku 18. století a situovaný v lese zvaném Na Hájku asi 1 km jižně od městyse Dub v okrese Prachatice.
Nejstarší dochované náhrobky se datují z 1. poloviny 18. století, poslední pohřeb se zde konal roku 1940.
Od roku 1992 se hřbitov postupně opravuje. Je chráněn jako kulturní památka České republiky.
Židovská komunita v Dubu přestala existovat v roce 1906 podle zákona z roku 1890. Do okupace se o hřbitov starala židovská obec ve Volyni.